# Liste der Naturdenkmale in Waldstetten (Ostalbkreis)
| Naturdenkmale | Anzahl |
| ------------- | ------ |
| FND           | 4      |
| END           | 10     |
| Gesamt        | 14     |

Die Liste der Naturdenkmale in Waldstetten nennt die verordneten Naturdenkmale (ND) der im baden-württembergischen Ostalbkreis liegenden Gemeinde Waldstetten. In Waldstetten gibt es insgesamt 14 als Naturdenkmal geschützte Objekte, davon 4 flächenhafte Naturdenkmale (FND) und 10 Einzelgebilde-Naturdenkmale (END).
Stand: 1. November 2016.

## Flächenhafte Naturdenkmale (FND)
| Name                                  | Bild | Kennung     | Einzelheiten | Position | Fläche Hektar | Datum |
| ------------------------------------- | ---- | ----------- | ------------ | -------- | ------------- | ----- |
| Altforchenbestand auf dem Kalten Feld | BW   | 81360790001 | Waldstetten  | ⊙        | 0,0           |       |
| Baumbestand auf Hohenreute            | BW   | 81360790006 | Waldstetten  | ⊙        | 4,2           |       |
| Pflanzenstandort am Tannhaldenstein   | BW   | 81360790002 | Waldstetten  | ⊙        | 2,9           |       |
| Schönberg                             |      | 81360790014 | Waldstetten  | ⊙        | 4,3           |       |
| Legende für Naturdenkmal              |      |             |              |          |               |       |

## Einzelgebilde (END)
| Name                                    | Bild | Kennung     | Einzelheiten | Position | Fläche Hektar | Datum |
| --------------------------------------- | ---- | ----------- | ------------ | -------- | ------------- | ----- |
| Grotlinden mit Doppelkreuz              | BW   | 81360790007 | Waldstetten  | ⊙        | 0,0           |       |
| Ramprechtlinde                          | BW   | 81360790008 | Waldstetten  | ⊙        | 0,0           |       |
| 1 Eiche beim Kapellhaus                 | BW   | 81360790009 | Waldstetten  | ⊙        | 0,0           |       |
| 1 Linde bei der Reiterleskapelle        |      | 81360790003 | Waldstetten  | ⊙        | 0,0           |       |
| 1 Linde beim Unteren Zusenhof           |      | 81360790011 | Waldstetten  | ???      | 0,0           |       |
| 1 Linde in Waldstetten                  | BW   | 81360790005 | Waldstetten  | ⊙        | 0,0           |       |
| 1 Linde mit Feldkreuz                   | BW   | 81360790004 | Waldstetten  | ⊙        | 0,0           |       |
| 1 Linde südl.Schönberg                  | BW   | 81360790010 | Waldstetten  | ⊙        | 0,0           |       |
| 2 Linden mit Kreuz beim Oberen Zusenhof | BW   | 81360790013 | Waldstetten  | ⊙        | 0,0           |       |
| 4 Linden beim Oberen Zusenhof           | BW   | 81360790012 | Waldstetten  | ⊙        | 0,0           |       |
| Legende für Naturdenkmal                |      |             |              |          |               |       |